# Union Glacier
Union Glacier – lodowiec w Górach Ellswortha w południowej części Ziemi Ellswortha w Antarktydzie Zachodniej. Znajduje się tu jedyna prywatna baza na Antarktydzie, prowadzona sezonowo w okresie letnim. 

## Geografia
Union Glacier to rozległy lodowiec w Heritage Range – południowym paśmie Gór Ellswortha w południowej części Ziemi Ellswortha w Antarktydzie Zachodniej . 
Zasilany przez liczne mniejsze lodowce w środkowej części Heritage Range i charakteryzuje się obecnością licznych szczelin . Jego powierzenia szacowana jest na 2561 km² (stan na 2010 rok). Jego długość to ok. 86 km (stan na 2010 rok). Średnia grubość lodu Union Glacier szacowana jest na 1450 m (stan na 2010 rok).
Spływa z płaskowyżu w Edson Hills po zachodniej stronie pasma w kierunku wschodnim między Pioneer Heights a Enterprise Hills . Płynie kilkoma jęzorami, przy czym dwa główne przemieszczają się wąskimi dolinami, łącząc się w tzw. „bramie” (ang. gate). W miejscu tym występuje niebieski lód lodowcowy (ang. blue-ice area). Union Glacier zasila Lodowiec Szelfowy Ronne, uchodząc do Constellation Inlet.
Na lodowcu znajduje się jedyna prywatna baza na Antarktydzie – sezonowy obóz Union Glacier Camp prowadzony od 2007 roku w okresie letnim przez Antarctic Logistics & Expeditions. Obok obozu znajduje się lądowisko dla samolotów Union Glacier Blue-Ice Runway (IATA: UGL ).     

## Historia
Lodowiec został zmapowany przez United States Geological Survey na podstawie badań naziemnych i zdjęć lotniczych marynarki wojennej USA wykonanych w latach 1961–1966 .